# Euclea
Euclea, biljni rod iz porodice dragunovki smješten u potporodicu Ebenoideae. Pripada mu 16 do 18 vrsta drveća i grmova čija je domovina Egipat do južne Afrike, Komori i jug Arapskog poluotoka.
Rod je opisan u Systema Vegetabilium. Editio decima tertia 747. 1774

## Vrste
1. Euclea acutifolia E.Mey. ex A.DC.
2. Euclea angolensis Gürke
3. Euclea asperrima E.Holzh.
4. Euclea coriacea A.DC.
5. Euclea crispa (Thunb.) Gürke
6. Euclea daphnoides Hiern
7. Euclea dewinteri Retief
8. Euclea divinorum Hiern
9. Euclea lancea Thunb.
10. Euclea linearis Zeyh.
11. Euclea natalensis A.DC.
12. Euclea neghellensis Cufod.
13. Euclea polyandra (L.f.) E.Mey. ex Hiern
14. Euclea pseudebenus E.Mey.
15. Euclea racemosa L.
16. Euclea sekhukhuniensis Retief, S.J.Siebert & A.E.van Wyk
17. Euclea tomentosa E.Mey.
18. Euclea undulata Thunb.